# 제임스 스톡데일
제임스 본드 스톡데일(영어: James Bond Stockdale, 1923년 12월 23일 ~ 2005년 7월 5일)은 미국의 해군 장교였다. 베트남 전쟁 당시, 8년간 포로 생활을 지냈다.

## 생애
1946년 해군사관학교에 입학하여, 제2차 세계대전의 영향으로 교과과정이 짧았으므로 1947년에 졸업 후, 곧장 임관하였다. 베트남 전쟁에 참전하였다가, 1965년 포로가 되었으며, 1973년 풀려났다. 1976년 명예훈장이 수여되었다. 1979년 중장으로 예편하였다.

## 스톡데일 패러독스
스톡데일은 포로가 되어 약 90cm * 275cm의 독방에 감금되었는데 제임스 C. 콜린스는 그의 책 《좋은 기업을 넘어 ... 위대한 기업으로》(Good to Great)에서 당시 상황에 대한 스톡데일과의 대화를 다음과 같이 기술했다.
"저는 언젠가 그곳을 나갈 수 있을 거라는 믿음을 버리지 않았을 뿐만 아니라 더 나아가 당시의 상황이 무엇과도 바꿔지지 않을 제 삶의 소중한 경험이 될 것임을 의심한 적도 없습니다."

그런 상황을 이겨내지 못 했던 사람들에 대해 콜린스가 묻자 스톡데일은 다음과 같이 답했다.
"불필요하게 상황을 낙관한 사람들이었습니다. 그런 사람들은 크리스마스 전에는 나갈 수 있을 거라고 믿다가 크리스마스가 지나면 부활절이 되기 전에는 석방될 거라고 믿음을 이어 나가고 부활절이 지나면 추수감사절 이전엔 나가게 될 거라고 또 믿지만 그렇게 다시 크리스마스를 맞고 반복되는 상실감에 결국 죽게 됩니다. 이건 아주 중요한 교훈인데요. 당신이 절대 잃을 수 없는 마침내 이기겠다는 믿음과 그것들이 무엇이든지 지금 현실의 가장 가혹한 사실들을 직시하는 훈련을 당신이 절대로 혼동하면 안 됩니다."

콜린스는 이를 두고, 스톡데일 패러독스(Stockdale Paradox)라고 불렀다.

## 저서
- 사랑과 전쟁(In Love and War): 자서전. 그는 에픽테토스를 읽었기 때문에 베트남의 수용소에서 살아남았다고 증거한다.

## 역대 선거 결과
| 선거명      | 직책명        | 대수 | 정당   | 득표율 | 득표수 | 결과 | 당락 |
| ----------- | ------------- | ---- | ------ | ------ | ------ | ---- | ---- |
| 1992년 선거 | 미국의 부통령 | 45대 | 무소속 | 0%     | 0표    | 3위  | 낙선 |